# Opcochina
Genre
Opcochina est un genre d'opilions laniatores de la famille des Trionyxellidae.

## Distribution
Les espèces de ce genre sont endémiques d'Inde.

## Liste des espèces
Selon World Catalogue of Opiliones (24/06/2021) :
- Opcochina carli Roewer, 1929
- Opcochina gravelyi Roewer, 1927

## Publication originale
- Roewer, 1927 : « Weitere Weberknechte I. 1. Ergänzung der: "Weberknechte der Erde", 1923. » Abhandlungen des Naturwissenschaftlichen Vereins zu Bremen, vol. 26, p. 261–402.